# Adamović
Adamović je priimek več oseb:
- Ägidius Adamović von Wagstätten, avstro-ogrski general
- Karl von Adamović, avstro-ogrski general
- Miloš Adamović, srbski nogometaš
- Silva Japelj (por. Adamovič), plesalka in igralka?